# Saint-Christophe-du-Bois
Saint-Christophe-du-Bois ist eine französische Gemeinde mit 2.843 Einwohnern (Stand: 1. Januar 2022) im Département Maine-et-Loire in der Region Pays de la Loire. Sie gehört zum Arrondissement Cholet und ist Mitglied im Gemeindeverband Cholet Agglomération. Die Einwohner werden Christophoriens und Christophoriennes genannt.

## Geografie

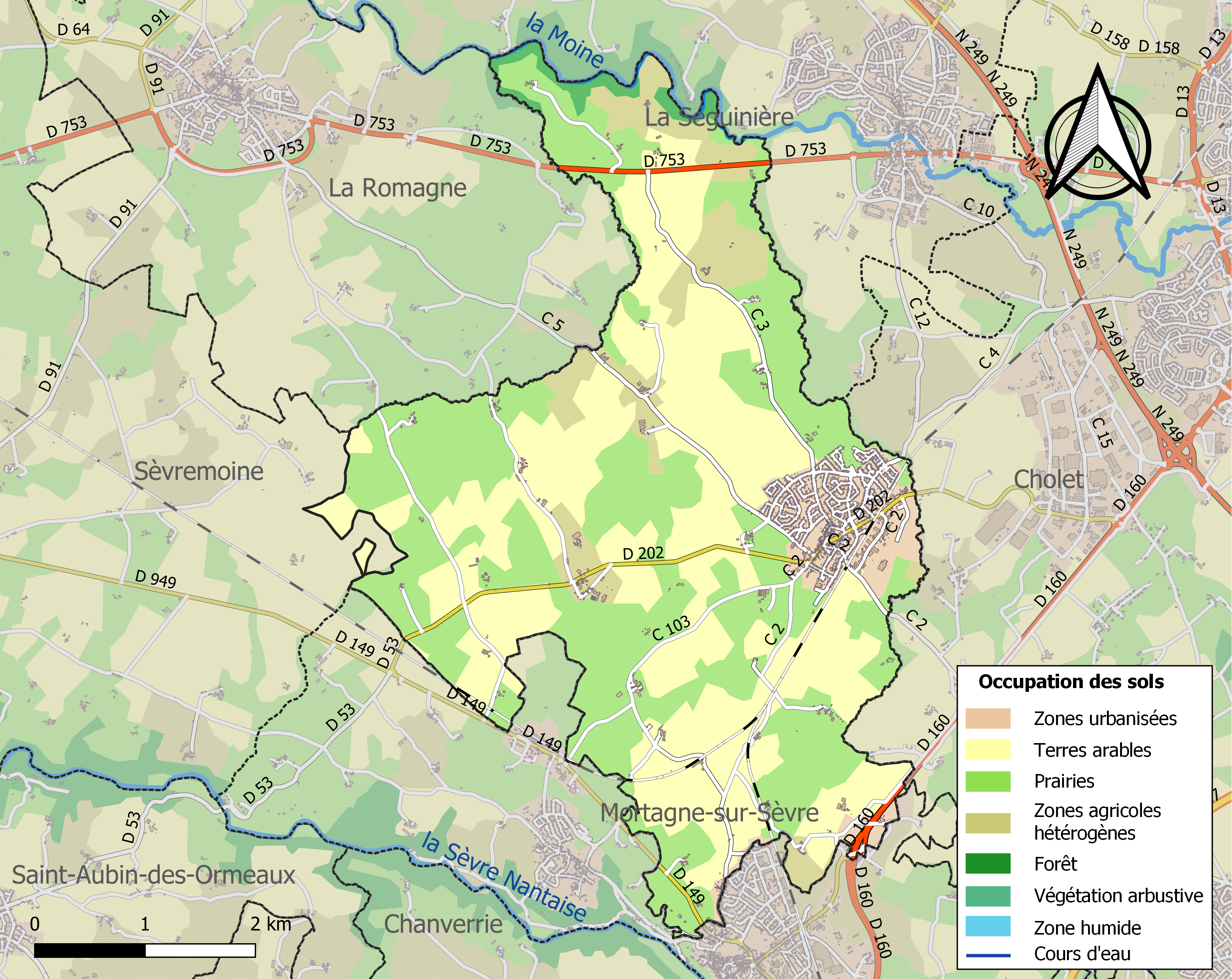
Bodennutzung, Hydrografie und Infrastruktur der Gemeinde (2018)

Saint-Christophe-du-Bois liegt etwa sechs Kilometer südwestlich von Cholet und etwa 51 Kilometer ostsüdöstlich von Nantes in der Région naturelle Mauges und historisch gesehen im Südwesten der historischen Provinz Anjou. Die Gemeinde befindet sich im Einzugsgebiet der Loire auf einer Höhe von etwa 100 m und wird der Moine, vom Ruisseau de la Bégaudière, vom Ruisseau de la Chotière, vom Ruisseau de la Copechanière und verschiedenen kleineren Bächen entwässert. Das Bett der Moine liegt etwa 40 Meter unterhalb des Gemeindezentrums und begrenzt das Gemeindegebiet im Norden, der Ruisseau de la Bégaudière abschnittsweise im Westen, der Ruisseau de la Copechanière im Osten.
Teile des Gebiets von Saint-Christophe-du-Bois gehören zu den drei ZNIEFF-Naturzonen „Vallée de la Moine“ (520004458), „Vallée et côteau de la Moine sous vieil-mur et le Chatelier“ (520016110) und „Pont dallé «Le petit Chambord»“ (520016121). Etwa 91 % der Fläche der Gemeinde werden landwirtschaftlich genutzt, der Anteil an bebauter Fläche beträgt etwa 5 %.
Umgeben wird Saint-Christophe-du-Bois von den Nachbargemeinden La Séguinière im Norden, Cholet im Osten und Nordosten, Mortagne-sur-Sèvre im Süden (und dessen Ortsteil Évrunes im Südwesten), Sèvremoine im Westen sowie La Romagne im Nordwesten.

## Geschichte
Saint-Christophe-du-Bois erschien zuerst unter dem Namen „Ecclesiae Sancte Christofori de Bosco“ im Jahr 1197, dann „Saint-Christophe“ im Jahr 1793 und schließlich „Saint-Christophe-du-Bois“ im Jahr 1801. Dieser Name stammt von dem Wald, der sich von Mortagne-sur-Sèvre bis nach Cholet erstreckte, wovon sieben Hektar im Grundbuch von 1810 verblieben waren.

## Bevölkerungsentwicklung

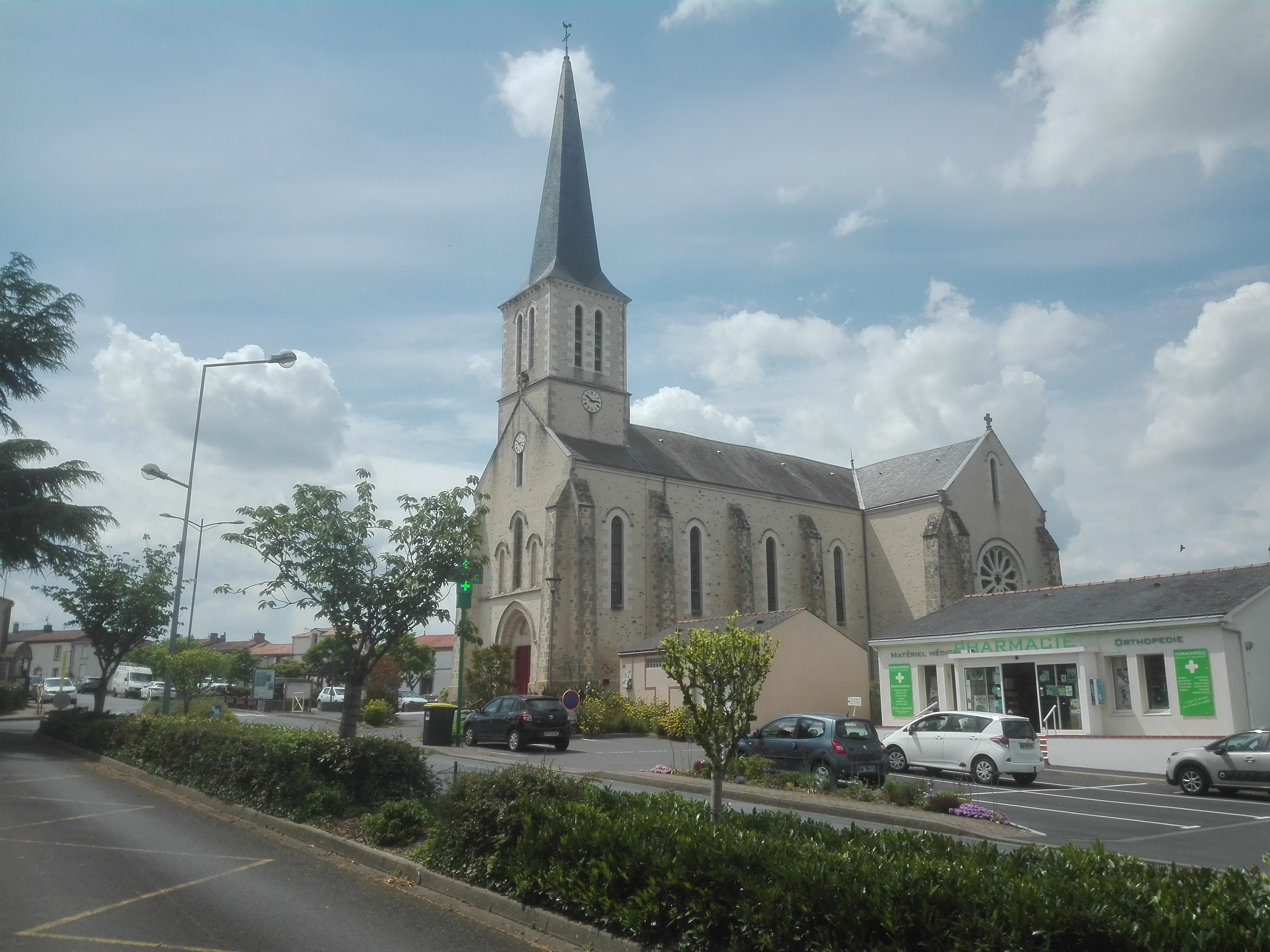
Kirche Saint-Christophe

| Saint-Christophe-du-Bois: Einwohnerzahlen von 1793 bis 2020                                                                | Saint-Christophe-du-Bois: Einwohnerzahlen von 1793 bis 2020 | Saint-Christophe-du-Bois: Einwohnerzahlen von 1793 bis 2020 | Saint-Christophe-du-Bois: Einwohnerzahlen von 1793 bis 2020 | Saint-Christophe-du-Bois: Einwohnerzahlen von 1793 bis 2020 |
| --- | ----------------------------------------------------------- | ----------------------------------------------------------- | ----------------------------------------------------------- | ----------------------------------------------------------- |
| Jahr |                                                             |                                                             |                                                             | Einwohner                                                   |
| 1793 | 1793                                                        |                                                             | 1.009                                                       | 1.009                                                       |
| 1800 | 1800                                                        |                                                             | 809                                                         | 809                                                         |
| 1806 | 1806                                                        |                                                             | 641                                                         | 641                                                         |
| 1821 | 1821                                                        |                                                             | 805                                                         | 805                                                         |
| 1831 | 1831                                                        |                                                             | 790                                                         | 790                                                         |
| 1836 | 1836                                                        |                                                             | 849                                                         | 849                                                         |
| 1841 | 1841                                                        |                                                             | 870                                                         | 870                                                         |
| 1846 | 1846                                                        |                                                             | 877                                                         | 877                                                         |
| 1851 | 1851                                                        |                                                             | 872                                                         | 872                                                         |
| 1856 | 1856                                                        |                                                             | 933                                                         | 933                                                         |
| 1861 | 1861                                                        |                                                             | 971                                                         | 971                                                         |
| 1866 | 1866                                                        |                                                             | 938                                                         | 938                                                         |
| 1872 | 1872                                                        |                                                             | 918                                                         | 918                                                         |
| 1876 | 1876                                                        |                                                             | 938                                                         | 938                                                         |
| 1881 | 1881                                                        |                                                             | 968                                                         | 968                                                         |
| 1886 | 1886                                                        |                                                             | 1.001                                                       | 1.001                                                       |
| 1891 | 1891                                                        |                                                             | 954                                                         | 954                                                         |
| 1896 | 1896                                                        |                                                             | 937                                                         | 937                                                         |
| 1901 | 1901                                                        |                                                             | 973                                                         | 973                                                         |
| 1906 | 1906                                                        |                                                             | 964                                                         | 964                                                         |
| 1911 | 1911                                                        |                                                             | 954                                                         | 954                                                         |
| 1921 | 1921                                                        |                                                             | 876                                                         | 876                                                         |
| 1926 | 1926                                                        |                                                             | 890                                                         | 890                                                         |
| 1931 | 1931                                                        |                                                             | 905                                                         | 905                                                         |
| 1936 | 1936                                                        |                                                             | 907                                                         | 907                                                         |
| 1946 | 1946                                                        |                                                             | 969                                                         | 969                                                         |
| 1954 | 1954                                                        |                                                             | 1.009                                                       | 1.009                                                       |
| 1962 | 1962                                                        |                                                             | 987                                                         | 987                                                         |
| 1968 | 1968                                                        |                                                             | 1.029                                                       | 1.029                                                       |
| 1975 | 1975                                                        |                                                             | 1.302                                                       | 1.302                                                       |
| 1982 | 1982                                                        |                                                             | 1.885                                                       | 1.885                                                       |
| 1990 | 1990                                                        |                                                             | 2.282                                                       | 2.282                                                       |
| 1999 | 1999                                                        |                                                             | 2.501                                                       | 2.501                                                       |
| 2006 | 2006                                                        |                                                             | 2.658                                                       | 2.658                                                       |
| 2013 | 2013                                                        |                                                             | 2.584                                                       | 2.584                                                       |
| 2020 | 2020                                                        |                                                             | 2.873                                                       | 2.873                                                       |
| Quelle(n): EHESS/Cassini bis 1999, INSEE ab 2006 Anmerkung(en): Ab 1962 offizielle Zahlen ohne Einwohner mit Zweitwohnsitz |                                                             |                                                             |                                                             |                                                             |

## Sehenswürdigkeiten
- Kirche Saint-Christophe, 1860 erbaut
- Oratorium im Weiler La Proutière, 1689 errichtet
- Pfarrhaus aus dem 19. Jahrhundert
- Ehemaliges Priorat La Haye aus dem 12. Jahrhundert
- Rathaus aus dem Jahre 1961/62
- Herrenhaus La Gauvrière aus dem 16. Jahrhundert
- Herrenhaus Beauregard, vermutlich aus dem 16. Jahrhundert
- Herrenhaus La Courtison aus dem 15. und 16. Jahrhundert
- Herrenhaus La Proutière aus dem 15. und 16. Jahrhundert
- Festes Haus in Treize-Vents aus dem 15. Jahrhundert
- Festes Haus in La Grange aus dem 15. und 16. Jahrhundert
- Brücke La Rousse, in gallorömischer Zeit an einer Römerstraße errichtet
- Mehrere Häuser aus dem 15. bis 17. Jahrhundert

## Verkehr
Größere Verkehrsachsen durchqueren Saint-Christophe-du-Bois an der Peripherie, allerdings nicht durch das Zentrum.
- Die Departementsstraße D 753, die ehemalige Route nationale 753, führt nach Saint-Jean-de-Monts über La Romagne im Westen und nach Cholet über La Séguinière im Osten. Sie durchquert die Gemeinde im Norden auf einer Länge von etwa zwei Kilometern.
- Die D 160, die ehemalige Route nationale 160, führt nach Saumur über Cholet im Nordosten und nach Les Sables-d’Olonne über Mortagne-sur-Sèvre im Süden. Sie durchquert die Gemeinde im Süden auf einer Länge von etwa 800 Metern.
- Die D 149, die ehemalige Route nationale 149, führt nach Nantes über den Ortsteil Le Longeron von Sèvremoine im Nordwesten und nach Bressuire über Mortagne-sur-Sèvre im Südosten. Sie durchquert die Gemeinde im Süden auf einer Länge von etwa 700 Metern.

Die D 202 schließlich stellt eine Spange zwischen der D 149 und der D 160 unter Einbeziehung des Zentrums der Gemeinde her.
Eine Buslinie der Transportgesellschaft Choletbus des Gemeindeverbands verbindet die Gemeinde mit Cholet.
Die Eisenbahnstrecke von Cholet nach Nantes über Clisson durchquert das Gemeindegebiet; ein Haltepunkt existiert nicht mehr.